# Громадянська війна в Сомалі
Громадянська війна в Сомалі — громадянська війна, що триває на території Сомалі. Вона постала з опору військовій хунті, яку очолював Сіад Барре у 1980-х роках. З 1988 по 1990 роки Збройні сили Сомалі почали вести бойові дії проти різних озброєних повстанських угруповань, включаючи Демократичний фронт порятунку Сомалі на північному сході, Національний рух Сомалі на північному заході та Об'єднаний сомалійський конгрес на півдні. У 1991 році озброєні опозиційні групи кланів скинули уряд Барре.
Різноманітні збройні угруповання почали змагатися за вплив у вакуумі влади та безладах, що настали після цього, особливо на півдні. У 1990–92 рр. через бойові дії звичаєве право тимчасово занепало.
Щоб протистояти Сомалійській національній армії, збройним угрупуванням і забезпечити гуманітарну місію ООН, був введений миротворчий контингент. Однак операція з проведення миротворчої місії ООН у Сомалі «Відродження надії» не до кінця досягла своєї мети.
Після розпаду центрального уряду в більшості регіонів відбулося деяке повернення до звичаєвого та релігійного права. У 1991 і 1998 роках два автономних регіональних уряди також були створені в північній частині країни. Це призвело до відносного зниження інтенсивності бойових дій, а Стокгольмський міжнародний інститут дослідження проблем миру виключив Сомалі зі свого списку великих збройних конфліктів на 1997 і 1998 роки.
У 2000 році було створено Перехідний національний уряд, а за ним у 2004 році — Перехідний федеральний уряд (ПФУ). Тенденція до зменшення конфлікту припинилася в 2005 році, і тривалий і руйнівний конфлікт мав місце на півдні в 2005-07 роках, але битва була набагато меншого масштабу та інтенсивності, ніж на початку 1990-х років. У 2006 році ефіопські війська захопили більшу частину півдня від новоствореного Союзу ісламських судів (ICU). Тоді ICU розкололася на більш радикальні угруповання, зокрема Аль-Шабаб, які відтоді воюють проти уряду Сомалі та миротворчих сил AMISOM за контроль над країною. Сомалі очолювала щорічний Індекс крихких держав протягом шести років з 2008 по 2013 рік включно.
У жовтні 2011 року після підготовчих зустрічей кенійські війська увійшли на південь Сомалі («Операція Лінда Нчі») для боротьби з Аль-Шабааб  і створення буферної зони всередині Сомалі.

## Історія
Після поразки Сомалі у Огаденській війні у березні 1978 року популярність президента Сіада Барре серед сомалійців різко впала, а широке невдоволення серед його генералів призвело до спроби державного перевороту 10 квітня 1978 року. Більшість ватажків перевороту було схоплено та страчено, але деякі втекли та сформували Демократичний фронт порятунку Сомалі, розпочавши повстання, яке зрештою скинуло Сіада Барре з влади через 13 років.
У травні 1986 року Барре отримав серйозні травми в автомобільній аварії поблизу Могадішо, коли автомобіль, який перевозив його, врізався в задню частину автобуса під час сильної зливи. Протягом місяця він лікувався в лікарні в Саудівській Аравії з травмами голови, зламаними ребрами та шоком. Генерал-лейтенант Мохамед Алі Саматар, тодішній віце-президент, обіймав посаду фактичного глави держави протягом наступних кількох місяців. Незважаючи на те, що Барре вдалося достатньо одужати, щоб 23 грудня 1986 року переобратися на семирічний термін, його слабке здоров'я та похилий вік викликали припущення про те, хто стане його наступником. Серед можливих претендентів, окрім Саматара, був його зять, генерал Ахмед Сулейман Абділле, тодішній міністр внутрішніх справ.
Намагаючись утримати владу, правляча Вища революційна рада (ВРР) Барре ставала все більш тоталітарною та свавільною. Це викликало зростання опозиції до його уряду. Барре намагався придушити заворушення, відмовившись від закликів до націоналізму, все більше покладаючись на власне найближче оточення та використовуючи історичну кланову ворожнечу. До середини 1980-х років по всій країні виникло більше рухів опору, підтримуваних комуністичною адміністрацією Ефіопії Дерг. Барре у відповідь наказав застосувати каральні заходи проти тих, хто, на його думку, підтримував партизанів, особливо на півночі. Придушення включало бомбардування міст із північно-західним адміністративним центром Харгейса, оплотом Сомалійського національного руху (SNM), серед цілей у 1988 році 
У грудні 1981 року заворушення в Північному Сомалі були спровоковані арештом 30 ісааків (одне з племен) в Харгейсі, які створили групу самодопомоги для покращення місцевих об’єктів. За цим послідували систематичні зусилля з усунення всіх ісааків із владних посад, включаючи військові, судові органи та служби безпеки, а також жорстка політика, запроваджена проти ісааків, включаючи оголошення економічної війни. Передача влади проурядовим особам, які не належать до ісааків, ще більше підштовхнула громади ісааків до повстання проти режиму Барре та стала однією з головних причин вибуху війни за незалежність Сомаліленду.
У 1988 році Сіад Барре та ефіопський диктатор Менгісту Хайле Маріам домовилися про таємну угоду, згідно з якою вони припинили приймати повстанців один одного. Це спонукало Сомалійський національний рух (SNM) розпочати наступ на Північне Сомалі зі своїх баз на кордоні з Ефіопією. Режим Барре відповів «систематичними» порушеннями прав людини та геноцидом тисяч представників племені ісааків, що призвело до вбивства до 200 000 мирних жителів і ще 500 000 людей, які шукали притулку в сусідній Ефіопії.
У відповідь на ці гуманітарні зловживання західні донори скоротили фінансування режиму Сомалі, який на той час сильно залежав від іноземної допомоги. Це призвело до швидкого «відступу держави», що супроводжувалося серйозним падінням вартості сомалійського шилінга та масовим військовим дезертирством підрозділів сомалійської армії. На півночі тривали бої між повстанцями Сомалійського національного руху (SNM) і добре озброєними проурядовими ополченцями в таких місцях, як Авдал.
До середини 1990 року повстанці Об’єднаного сомалійського конгресу (USC) захопили більшість міст і сіл навколо Могадішо, що спонукало декого назвати Барре іронічною назвою «мер Могадішо». У грудні USC увійшов до Могадішо. Почалася чотиритижнева битва між військами Барре, що залишилися, та USC, під час яких USC стягнув до міста додаткові сили. До січня 1991 року повстанці USC перемогли Червоні берети, спецназ Барре, поваливши Барре владу над урядом. Залишок урядових сил тоді остаточно розвалився. Деякі стали нерегулярними регіональними силами та клановими ополченнями. Після перемоги USC над військами Барре інші групи повстанців відмовилися співпрацювати з ними, оскільки кожна натомість отримала основну підтримку від свого власного округу. Серед цих інших опозиційних рухів були Сомалійський патріотичний рух (SPM) і Сомалійський демократичний альянс (SDA), група Гадабуурсі, яка була сформована на північному заході для протидії ополченню Сомалійського національного руху ісааків. Зі свого боку, SNM спочатку відмовлявся визнати легітимність тимчасового уряду, який створив USC, але в березні 1991 колишній лідер SNM Ахмед Мохамед Сіланьо запропонував структуру розподілу влади між SNM і USC за новою перехідний уряд.
Згодом багато опозиційних груп почали змагатися за вплив у вакуумі влади, який виник після усунення уряду Барре. На півдні збройні угруповання на чолі з командувачами USC генералом Мохамедом Фарахом Айдідом і Алі Махді Мохамедом, зокрема, зіткнулися, намагаючись встановити владу над столицею.